# Argemone chisosensis
Argemone chisosensis är en vallmoväxtart som beskrevs av G. B. Ownbey. Argemone chisosensis ingår i släktet taggvallmor, och familjen vallmoväxter. Inga underarter finns listade i Catalogue of Life.